# Olympische Sommerspiele 2020/Leichtathletik – Hammerwurf (Frauen)
Der Hammerwurfwettkampf der Frauen bei den Olympischen Spielen 2020 in Tokio fand am 1. und 3. August 2021 im neuerbauten Nationalstadion statt.
Olympiasiegerin wurde die Polin Anita Włodarczyk. Silber ging an die Chinesin Wang Zheng, Bronze gewann die Polin Malwina Kopron.

## Aktuelle Titelträgerinnen
| Olympiasiegerin                         | Anita Włodarczyk ( Polen)          | 82,29 m | Rio de Janeiro 2016 |
| Weltmeisterin                           | DeAnna Price ( Vereinigte Staaten) | 77,54 m | Doha 2019           |
| Europameisterin                         | Anita Włodarczyk ( Polen)          | 78,94 m | Berlin 2018         |
| Nord-/Zentralamerika-/Karibik-Meisterin | DeAnna Price ( Vereinigte Staaten) | 74,60 m | Toronto 2018        |
| Südamerikameisterin                     | Mariana Marcelino ( Brasilien)     | 66,78 m | Lima 2019           |
| Asienmeisterin                          | Wang Zheng ( China)                | 75,66 m | Doha 2019           |
| Afrikameisterin                         | Soukaina Zakkour ( Marokko)        | 68,28 m | Asaba 2018          |
| Ozeanienmeisterin                       | Julia Ratcliffe ( Neuseeland)      | 71,39 m | Townsville 2019     |

## Bestehende Rekorde
| Weltrekord         | Anita Włodarczyk ( Polen) | 82,89 m | Warschau, Polen                     | 28. August 2016 |
| Olympischer Rekord | Anita Włodarczyk ( Polen) | 82,29 m | Finale OS Rio de Janeiro, Brasilien | 15. August 2016 |

Der bestehende olympische Rekord wurde bei diesen Spielen nicht erreicht. Der weiteste Wurf gelang der polnischen Olympiasiegerin Anita Włodarczyk mit 78,48 m in ihrem vierten Versuch des Finals am 3. August. Damit blieb sie 3,81 m unter ihrem eigenen Olympia- und 4,41 m unter ihrem eigenen Weltrekord.

## Legende
Kurze Übersicht zur Bedeutung der Symbolik – so üblicherweise auch in sonstigen Veröffentlichungen verwendet:
| – | verzichtet |
| x | ungültig   |

## Qualifikation
Die Athletinnen traten zu einer Qualifikationsrunde in zwei Gruppen an. Fünf Werferinnen (hellblau unterlegt) übertrafen die Qualifikationsweite für den direkten Finaleinzug von 73,50 m. Damit war die Mindestanzahl von zwölf Finalteilnehmerinnen nicht erreicht. So wurde das Finalfeld mit den sieben nächstbesten Wettbewerberinnen beider Gruppen (hellgrün unterlegt) auf zwölf Sportlerinnen aufgefüllt. Für die Finalteilnahme waren schließlich 71,68 m zu erbringen.

### Gruppe A

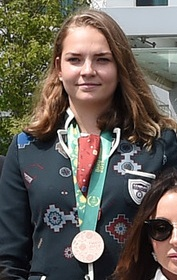
Hanna Skydan – ausgeschieden mit 69,57 m

1. August 2021, Start: 9:10 Uhr (2:10 Uhr MESZ)
| Platz | Name                | Nation        | 1. Versuch | 2. Versuch | 3. Versuch | Weite (m) |
| ----- | ------------------- | ------------- | ---------- | ---------- | ---------- | --------- |
| 1     | Anita Włodarczyk    | Polen         | 76,99      | –          | –          | 76,99     |
| 2     | Brooke Andersen     | USA           | 71,32      | 74,00      | –          | 74,00     |
| 3     | Alexandra Tavernier | Frankreich    | 72,34      | 73,51      | –          | 73,51     |
| 4     | Julia Ratcliffe     | Neuseeland    | 73,20      | 68,89      | 70,87      | 73,20     |
| 5     | Sara Fantini        | Italien       | 71,68      | 69,26      | 69,27      | 71,68     |
| 6     | Hanna Malyschtschyk | Belarus       | 70,80      | x          | x          | 70,80     |
| 7     | Luo Na              | China         | 69,86      | 69,62      | x          | 69,86     |
| 8     | Hanna Skydan        | Aserbaidschan | 67,93      | x          | 69,57      | 69,57     |
| 9     | Zalina Petrivskaia  | Moldau        | 69,29      | x          | 67,86      | 69,29     |
| 10    | Stamatia Skarvelis  | Griechenland  | 68,70      | 69,01      | x          | 69,01     |
| 11    | Jillian Weir        | Kanada        | 68,55      | x          | 68,68      | 68,68     |
| 12    | Réka Gyurátz        | Ungarn        | x          | x          | 66,48      | 66,48     |
| 13    | Tuğçe Şahutoğlu     | Türkei        | 64,23      | 66,06      | 65,66      | 66,06     |
| 14    | Laura Redondo       | Spanien       | x          | x          | 62,42      | 62,42     |
| 15    | Iryna Nowoschylowa  | Ukraine       | x          | 58,77      | 59,85      | 59,85     |
| NMW   | Krista Tervo        | Finnland      | x          | x          | x          | ogV       |

Weitere in Qualifikationsgruppe A ausgeschiedene Hammerwerferinnen:

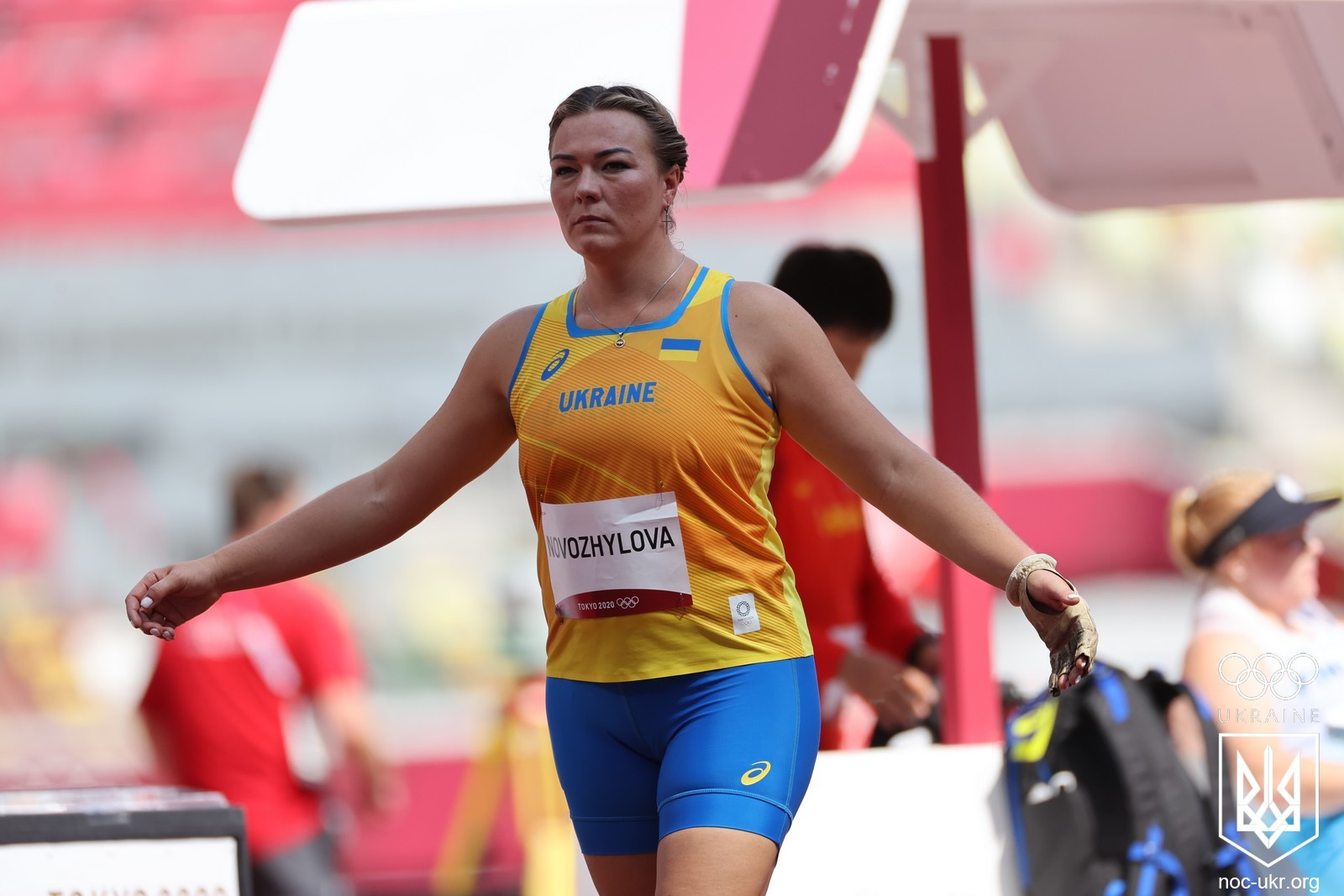
Iryna Nowoschylowa – 59,85 m
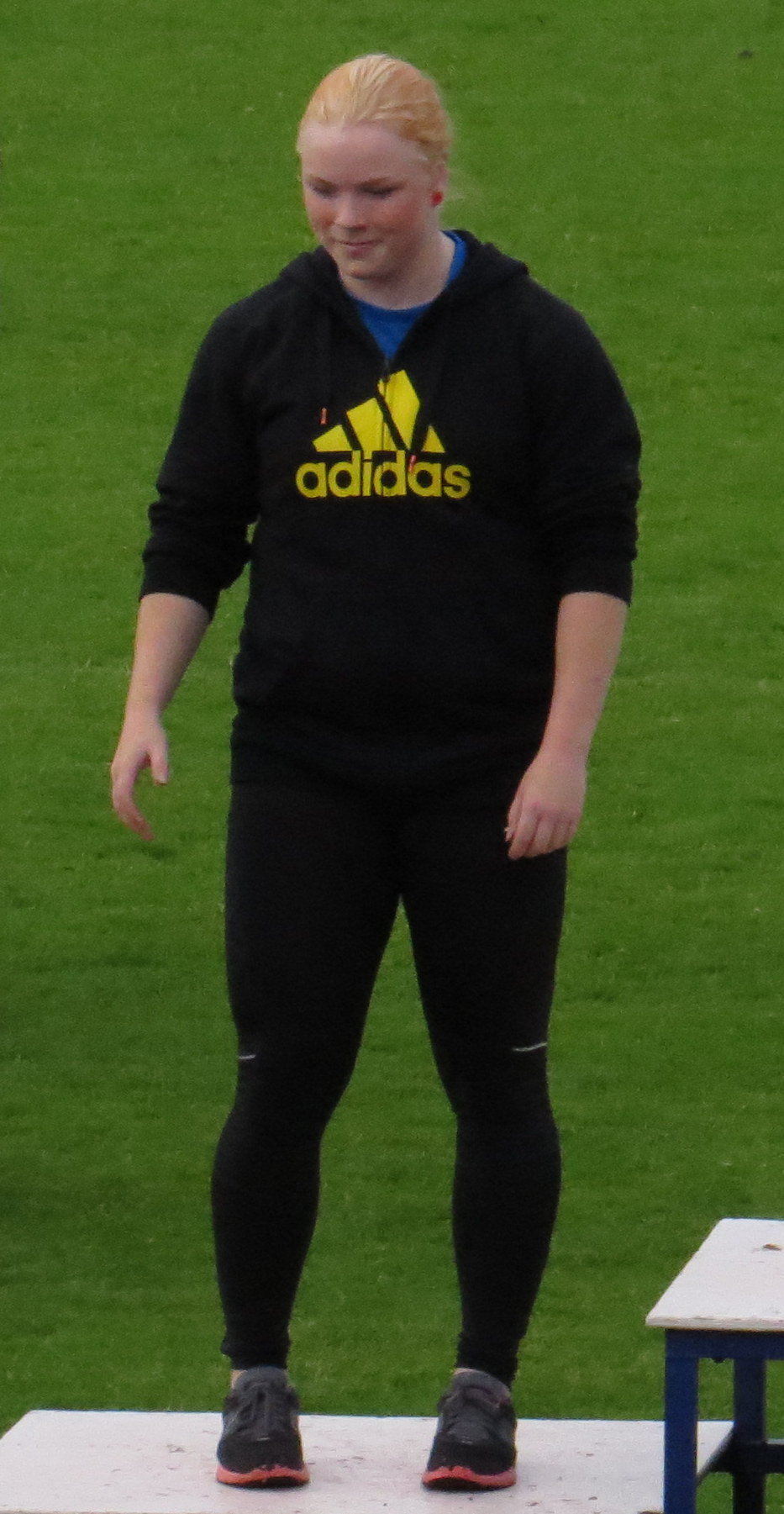
Krista Tervo – kein gültiger Wurf

### Gruppe B
1. August 2021, Start: 10:40 Uhr (3:40 Uhr MESZ)
| Platz | Name              | Nation      | 1. Versuch | 2. Versuch | 3. Versuch | Weite (m) | Anmerkung |
| ----- | ----------------- | ----------- | ---------- | ---------- | ---------- | --------- | --------- |
| 1     | Wang Zheng        | China       | 71,69      | 74,29      | –          | 74,29     | SB        |
| 2     | Camryn Rogers     | Kanada      | 73,97      | –          | –          | 73,97     |           |
| 3     | Gwen Berry        | USA         | 68,51      | 70,28      | 73,19      | 73,19     |           |
| 4     | Malwina Kopron    | Polen       | 73,06      | x          | x          | 73,06     |           |
| 5     | DeAnna Price      | USA         | 71,03      | 72,55      | x          | 72,55     |           |
| 6     | Joanna Fiodorow   | Polen       | 72,32      | x          | x          | 72,32     |           |
| 7     | Bianca Ghelber    | Rumänien    | 69,78      | 70,80      | 71,72      | 71,72     |           |
| 8     | Silja Kosonen     | Finnland    | 69,01      | 69,59      | 70,49      | 70,49     |           |
| 9     | Laura Igaune      | Lettland    | 68,35      | 68,53      | 66,89      | 68,53     |           |
| 10    | Iryna Klymez      | Ukraine     | 66,63      | x          | 68,29      | 68,29     |           |
| 11    | Rosa Rodríguez    | Venezuela   | x          | 67,25      | 68,23      | 68,23     |           |
| 12    | Lauren Bruce      | Neuseeland  | 67,71      | 66,01      | 66,15      | 67,71     |           |
| 13    | Samantha Borutta  | Deutschland | 57,00      | 67,38      | 66,47      | 67,38     |           |
| 14    | Martina Hrašnová  | Slowakei    | 66,63      | x          | 66,55      | 66,63     |           |
| 15    | Nastassja Maslawa | Belarus     | 60,52      | x          | 65,15      | 65,15     |           |

## Finale

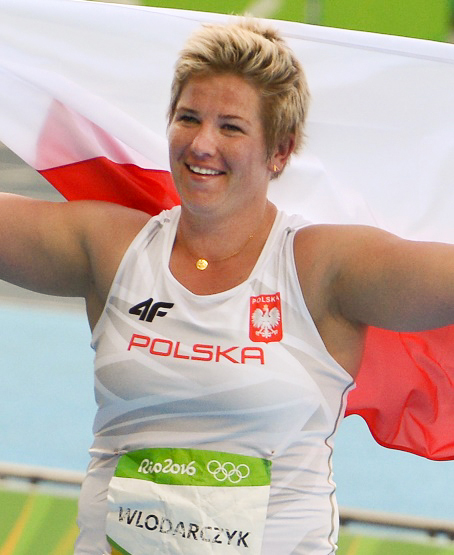
Dritter Olympiasieg in Folge für Anita Włodarczyk

3. August 2021, 20:35 Uhr (13:35 Uhr MESZ)
| Platz | Name                | Nation     | 1. Versuch | 2. Versuch | 3. Versuch | 4. Versuch                                  | 5. Versuch                                  | 6. Versuch                                  | Weite (m) | Anmerkung |
| ----- | ------------------- | ---------- | ---------- | ---------- | ---------- | ------------------------------------------- | ------------------------------------------- | ------------------------------------------- | --------- | --------- |
| 1     | Anita Włodarczyk    | Polen      | x          | 76,01      | 77,44      | 78,48                                       | x                                           | 77,02                                       | 78,48     | SB        |
| 2     | Wang Zheng          | China      | 73,21      | 75,30      | x          | 71,09                                       | x                                           | 77,03                                       | 77,03     | SB        |
| 3     | Malwina Kopron      | Polen      | x          | 73,09      | x          | 74,11                                       | 75,49                                       | 74,59                                       | 75,49     | SB        |
| 4     | Alexandra Tavernier | Frankreich | 73,54      | x          | 70,81      | 72,64                                       | x                                           | 74,41                                       | 74,41     |           |
| 5     | Camryn Rogers       | Kanada     | x          | 74,35      | x          | x                                           | 71,14                                       | x                                           | 74,35     |           |
| 6     | Bianca Ghelber      | Rumänien   | 70,15      | x          | 74,18      | 70,32                                       | 71,70                                       | x                                           | 74,18     | PB        |
| 7     | Joanna Fiodorow     | Polen      | x          | 73,09      | 73,46      | x                                           | 73,83                                       | x                                           | 73,83     | SB        |
| 8     | DeAnna Price        | USA        | x          | 72,87      | x          | 72,69                                       | x                                           | 73,09                                       | 73,09     |           |
|       |                     |            |            |            |            |                                             |                                             |                                             |           |           |
| 9     | Julia Ratcliffe     | Neuseeland | 72,61      | 72,69      | 71,79      | nicht im Finale der besten acht Werferinnen | nicht im Finale der besten acht Werferinnen | nicht im Finale der besten acht Werferinnen | 72,69     |           |
| 10    | Brooke Andersen     | USA        | 72,16      | x          | x          | nicht im Finale der besten acht Werferinnen | nicht im Finale der besten acht Werferinnen | nicht im Finale der besten acht Werferinnen | 72,16     |           |
| 11    | Gwen Berry          | USA        | 67,66      | x          | 71,35      | nicht im Finale der besten acht Werferinnen | nicht im Finale der besten acht Werferinnen | nicht im Finale der besten acht Werferinnen | 71,35     |           |
| 12    | Sara Fantini        | Italien    | 67,55      | 69,10      | 67,91      | nicht im Finale der besten acht Werferinnen | nicht im Finale der besten acht Werferinnen | nicht im Finale der besten acht Werferinnen | 69,10     |           |

Im Finale hatte jede Teilnehmerin zunächst drei Versuche, die Weiten der Qualifikationsrunde wurden nicht gewertet. Den besten acht Athletinnen standen im Anschluss drei weitere Versuche zu.
Für das Finale hatten sich jeweils alle drei Werferinnen aus Polen und den USA qualifiziert. Hinzu kam je eine Teilnehmerin aus China, Kanada, Rumänien, Frankreich, Neuseeland und Italien.
Klare Favoritin für diesen Wettbewerb war die Polin Anita Włodarczyk. Bei den letzten beiden Olympischen Spielen 2012 in London und 2016 in Rio hatte sie triumphiert, sie war vierfache Weltmeisterin (2009/2013/2015/2017) und vierfache Europameisterin (2012/2014/2016/2018). Allerdings hatte sie sich 2019 eine Knieverletzung zugezogen und war anschließend operiert worden, sodass sich die Frage nach ihrer Form stellte. Ihre eigentlich schärfste Konkurrentin war die amtierende Weltmeisterin DeAnna Price aus den USA. Doch diese litt seit den US-Trials an einer Fußverletzung, von der sie sich noch nicht erholt hatte, was auch durch ihre Vorstellung in der Qualifikation deutlich wurde.
In Runde eins warteten die Zuschauer vergeblich auf große Weiten. Wlodarczyk begann mit einem ungültigen Versuch, mit 73,54 m führte die französische WM-Dritte von 2015 Alexandra Tavernier das Feld an. Mit ihrem ersten gültigen Wurf von 76,01 m übernahm Wlodarczyk im zweiten Durchgang die Spitze. Hinter ihr verbesserte sich die Chinesin Wang Zheng auf 75,30 m und den zweiten Platz. Mit 74,35 m war die Kanadierin Camryn Rogers Dritte. Wlodarczyks dritter Wurf landete bei 77,44 m, womit sie ihre Führung ausbaute. Der Rumänin Bianca Ghelber gelangen 74,18 m in dieser dritten Runde. Damit lag sie jetzt hinter Rogers auf Platz vier vor Tavernier.
So ging es in die letzten drei Versuchsreihen der besten Acht. Wlodarczyk gelang hier mit 78,48 m ihr weitester Wurf in dieser Konkurrenz. Ihre Landsfrau Malwina Kopron steigerte sich auf 74,11 m, womit sie Tavernier von Rang fünf verdrängte. Mit ihrem fünften Versuch verbesserte sich Kopron weiter auf 75,49 m und hatte jetzt vorübergehend den Silberrang inne. Zwei Veränderungen in den Platzierungen gab es anschließend noch im letzten Durchgang. Wang Zheng erzielte 77,03 m, das brachte ihr die Silbermedaille, während Malwina Kopron Bronze gewann. Alexandra Tavernier steigerte sich auf 74,41 m, womit sie auf Platz vier vorrückte. Sechs Zentimeter hinter ihr belegte Camryn Rogers Rang fünf. Nur weitere siebzehn Zentimeter dahinter wurde Bianca Ghelber Sechste vor der Polin Joanna Fiodorow (73,83 m). Auf den achten Platz kam die durch ihre Verletzung beeinträchtigte DeAnna Price, die im letzten Durchgang 73,09 m weit geworfen hatte.
Olympiasiegerin aber wurde Anita Włodarczyk. Bereits vorher war sie die beste Hammerwerferin der Sportgeschichte bis hierhin und nun gewann sie als erste Frau drei olympische Goldmedaillen in einer Disziplin.

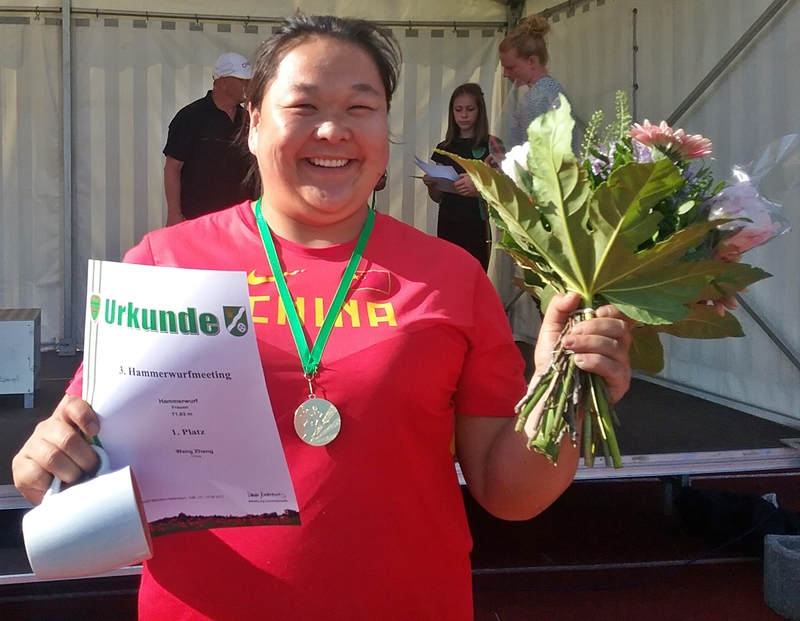
Nach drei WM-Medaillen (2013/2019: jeweils Bronze, 2017: Silber) errang Wang Zheng mit Silber nun auch ihre erste olympische Medaille
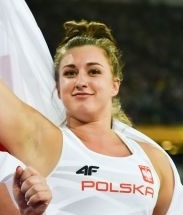
Wie bei den Weltmeisterschaften 2017 gab es Bronze für Malwina Kopron
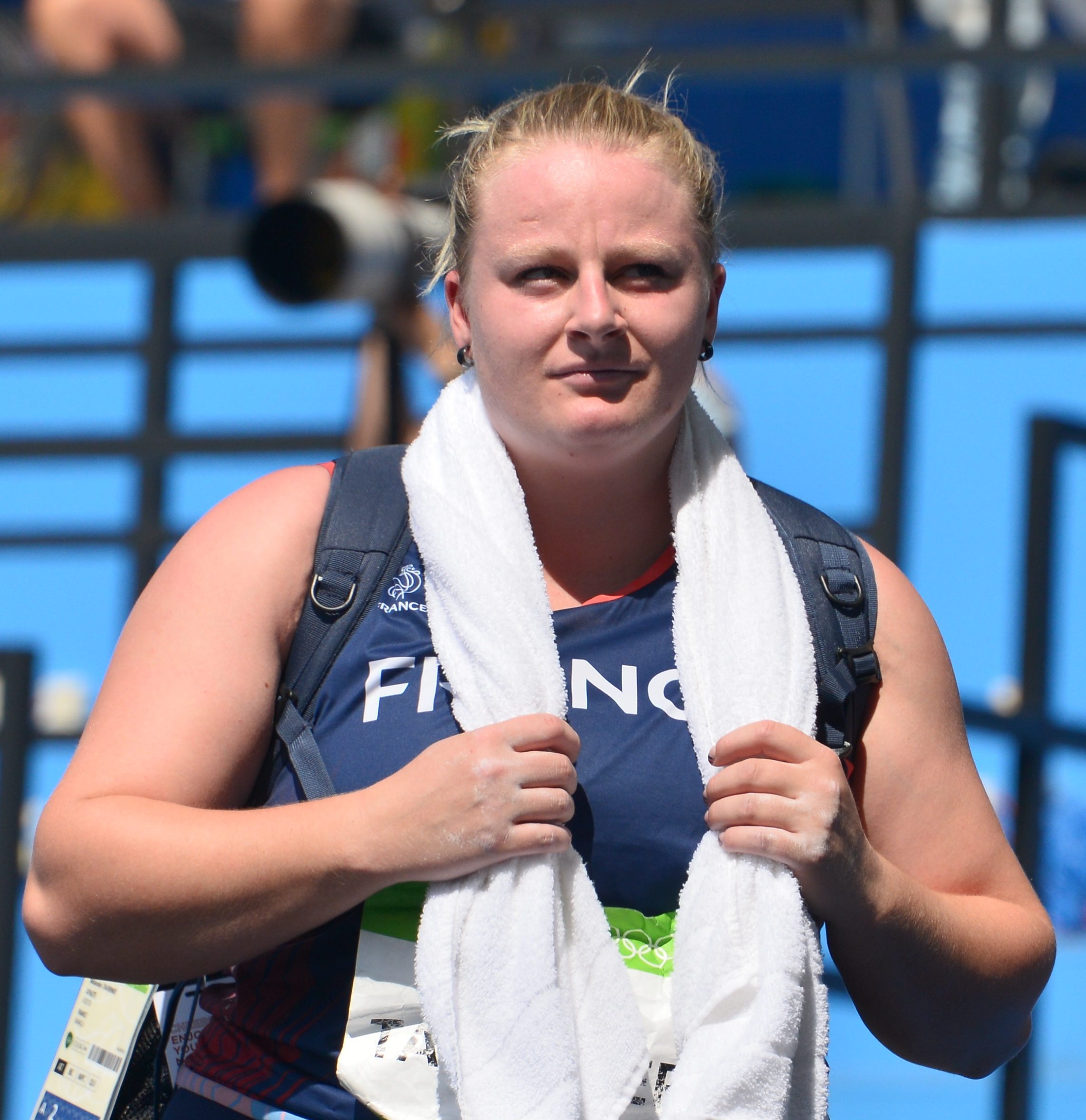
Die viertplatzierte Alexandra Tavernier
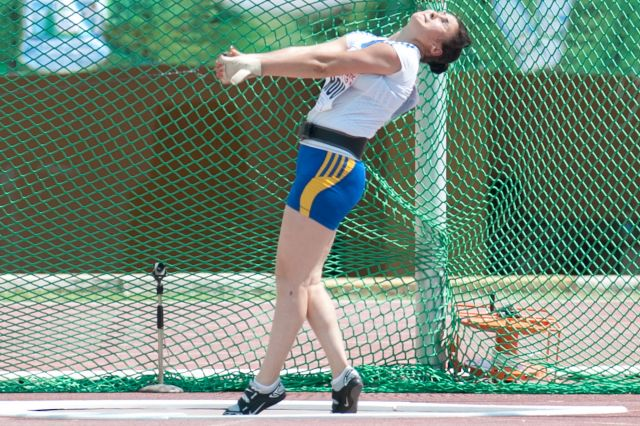
Bianca Ghelber belegte Rang fünf

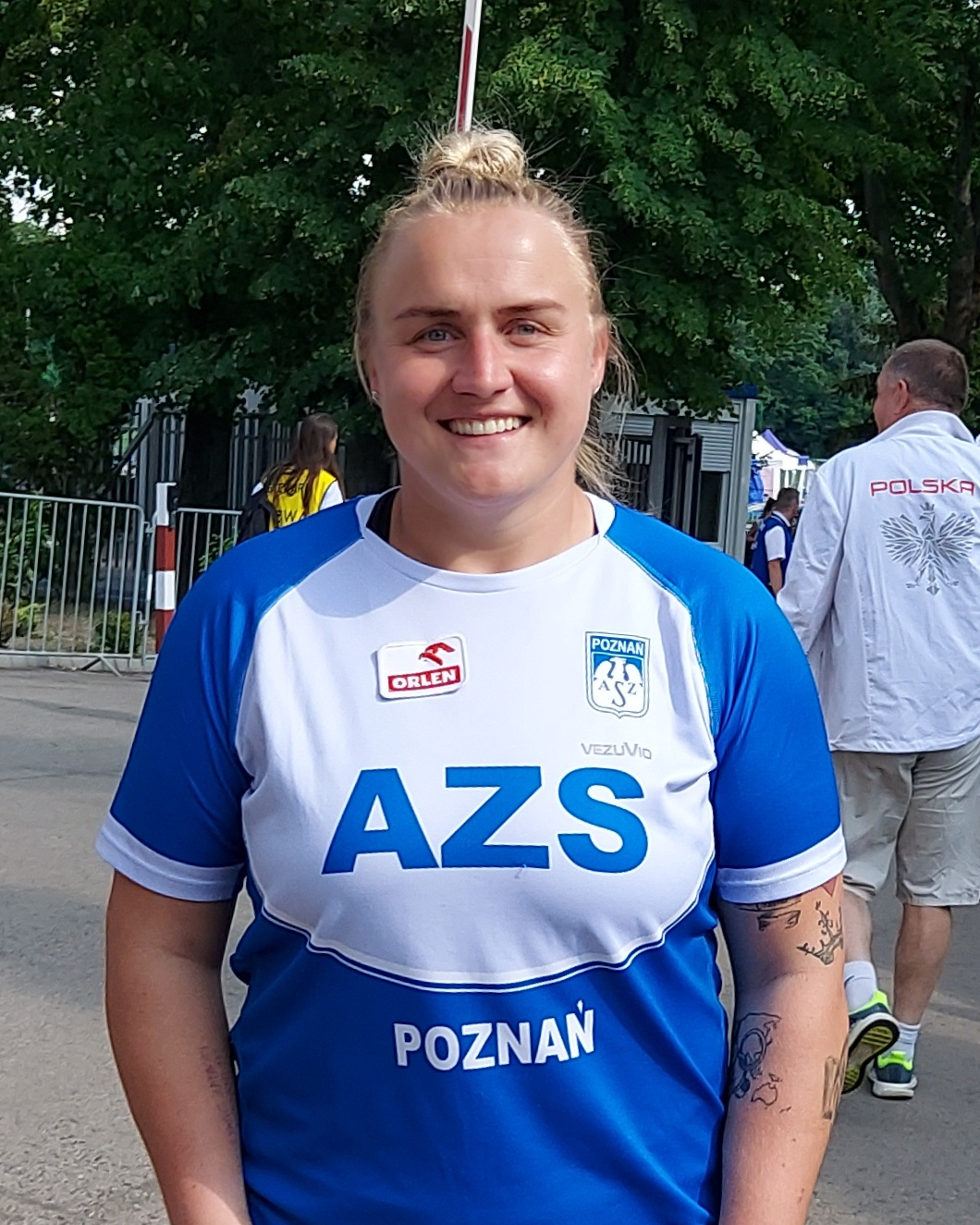
Joanna Fiodorow kam auf den siebten Platz
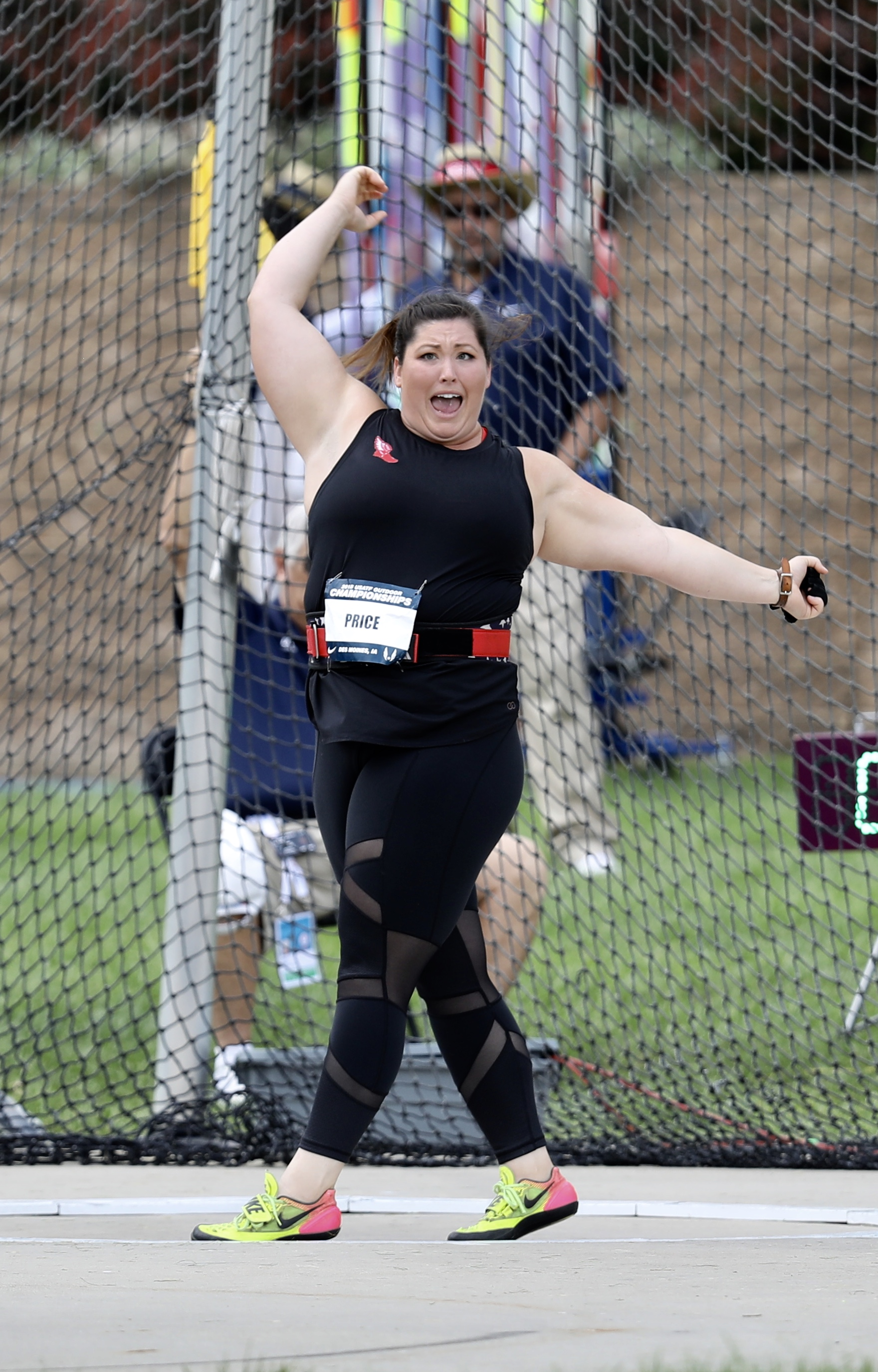
Die verletzungsbedingt beeinträchtigte amtierende Weltmeisterin DeAnna Price wurde Olympiaachte
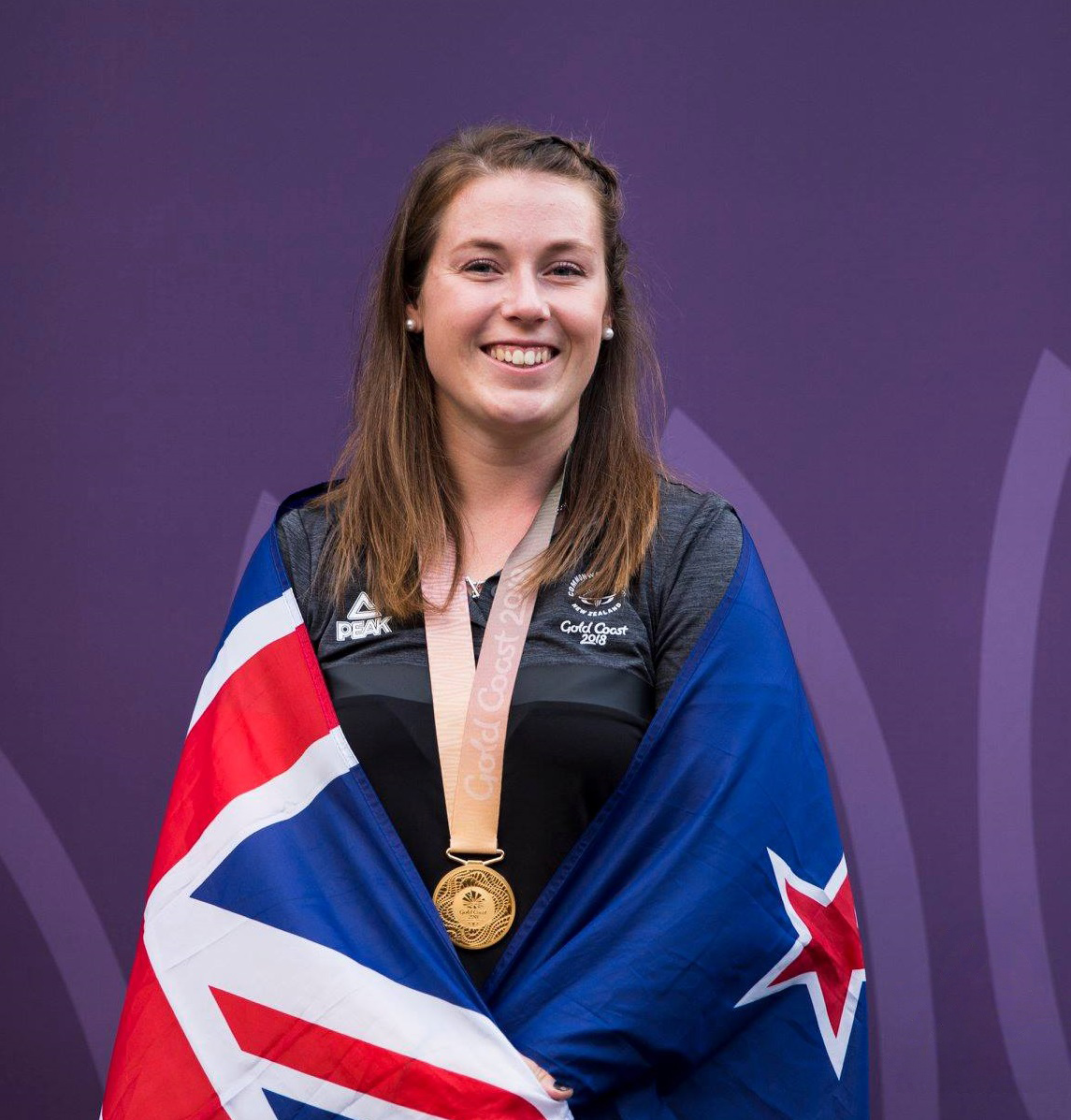
Julia Ratcliffe erreichte Platz neun
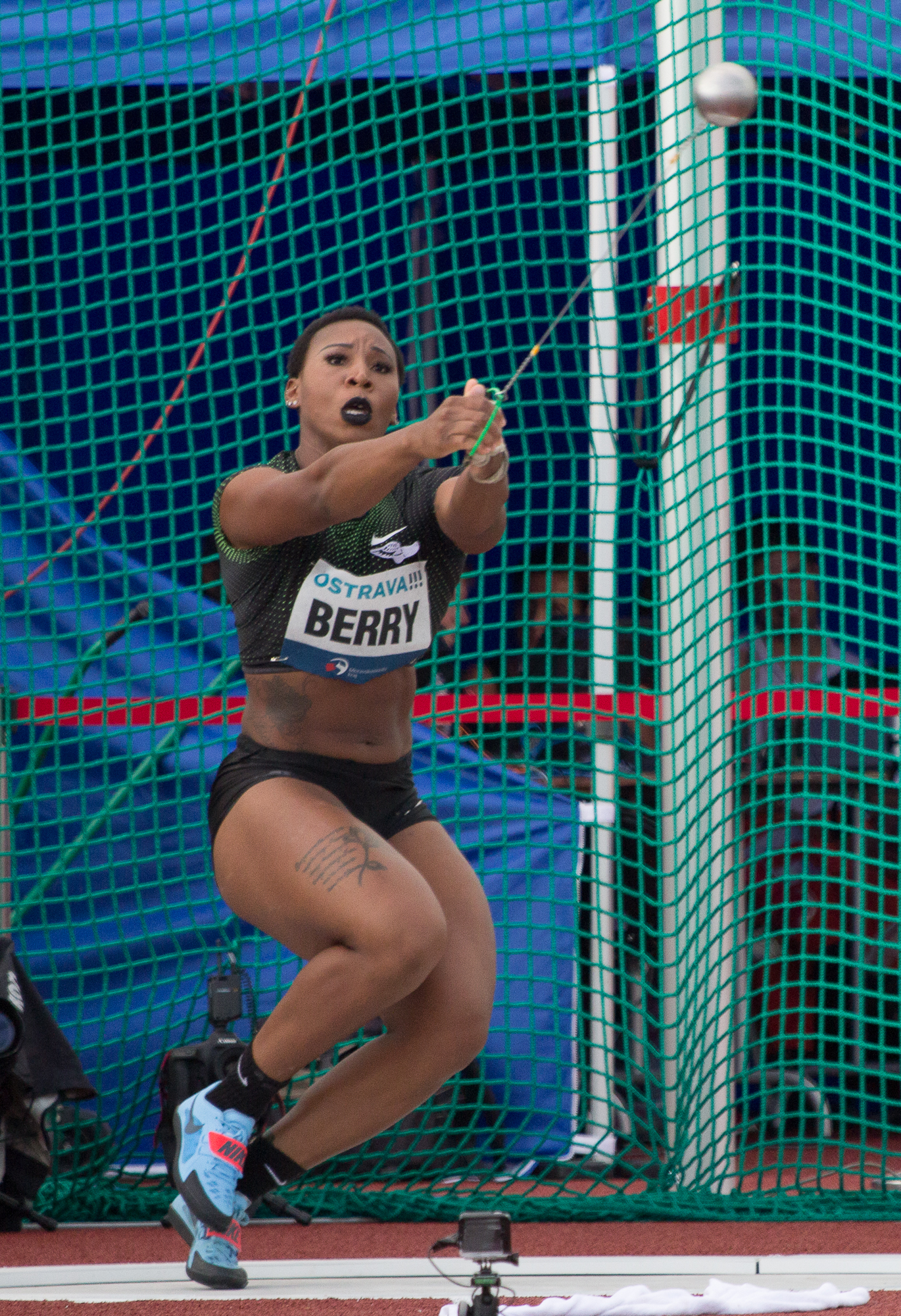
Rang elf für Gwen Berry